# Indicatif présent
De indicatif présent is een wijs en tijd van het werkwoord in het Frans. Het is de tegenwoordige tijd (le présent) van de indicatief, of onvoltooid tegenwoordige tijd.
De vervoeging verschilt bij regelmatige en onregelmatige werkwoorden.

## Vervoeging regelmatige werkwoorden

### werkwoorden op "-er"
Er is een groep regelmatige werkwoorden die eindigen op -er. De stam wordt verkregen door -er van het hele werkwoord (infinitief) af te halen.
Voorbeeld
Travailler = werken

Travailler → -er = travaill (= stam)
Vervoeging
| je         | travaille   | +e   | ik werk               |
| tu         | travailles  | +es  | jij werkt             |
| il/elle/on | travaille   | +e   | hij/zij/men werkt     |
| nous       | travaillons | +ons | wij werken            |
| vous       | travaillez  | +ez  | jullie werken/u werkt |
| ils/elles  | travaillent | +ent | zij werken            |

Alle andere regelmatige werkwoorden op -er worden op dezelfde wijze vervoegd.

### werkwoorden op "-re"
Er is een groep regelmatige werkwoorden die eindigen op -re. De stam wordt verkregen door -re van het hele werkwoord (=infinitief) af te halen.
Voorbeeld
perdre = verliezen

perdre → -re = perd (= stam)
Vervoeging
| je         | perds   | +s   | ik verlies                  |
| tu         | perds   | +s   | jij verliest                |
| il/elle/on | perd    |      | hij/zij/men verliest        |
| nous       | perdons | +ons | wij verliezen               |
| vous       | perdez  | +ez  | jullie verliezen/u verliest |
| ils/elles  | perdent | +ent | zij verliezen               |

Alle andere regelmatige werkwoorden op -re worden op dezelfde wijze vervoegd.

### werkwoorden op "-ir"
Er is een groep regelmatige werkwoorden die eindigen op -ir. De stam wordt verkregen door -ir van het hele werkwoord (=infinitief) af te halen.
Voorbeeld
finir = eindigen

finir → -ir = fin (= stam)
Vervoeging
| je         | finis     | +is     | ik eindig                 |
| tu         | finis     | +is     | jij eindigt               |
| il/elle/on | finit     | +it     | hij/zij/men eindigt       |
| nous       | finissons | +issons | wij eindigen              |
| vous       | finissez  | +issez  | jullie eindigen/u eindigt |
| ils/elles  | finissent | +issent | zij eindigen              |

Alle andere regelmatige werkwoorden op -ir worden op dezelfde wijze vervoegd.

## Onregelmatige werkwoorden
Er zijn ook onregelmatige werkwoorden in de Franse taal. Deze werkwoorden moeten uit het hoofd worden geleerd. Hieronder de vervoeging van de meest gebruikte onregelmatige werkwoorden in de tegenwoordige tijd.
|            | être   | avoir  | aller  | faire      | pouvoir | vouloir | devoir  | boire   | croire  |
|            | zijn   | hebben | gaan   | doen/maken | kunnen  | willen  | moeten  | drinken | geloven |
| ---------- | ------ | ------ | ------ | ---------- | ------- | ------- | ------- | ------- | ------- |
| je / j'    | suis   | ai     | vais   | fais       | peux    | veux    | dois    | bois    | crois   |
| tu         | es     | as     | vas    | fais       | peux    | veux    | dois    | bois    | crois   |
| il/elle/on | est    | a      | va     | fait       | peut    | veut    | doit    | boit    | croit   |
| nous       | sommes | avons  | allons | faisons    | pouvons | voulons | devons  | buvons  | croyons |
| vous       | êtes   | avez   | allez  | faites     | pouvez  | voulez  | devez   | buvez   | croyez  |
| ils/elles  | sont   | ont    | vont   | font       | peuvent | veulent | doivent | boivent | croient |